# Mistrovství světa v alpském lyžování 1954
12. Mistrovství světa v alpském lyžování se konalo v roce 1954 v švédském Åre.

## Medailisté

### Muži
| Soutěž      | Zlato            | Stříbro          | Bronz            |
| Sjezd       | Christian Pravda | Martin Strolz    | Ernst Obereigner |
| Slalom      | Stein Eriksen    | Beni Obermüller  | Toni Spiß        |
| Obří slalom | Stein Eriksen    | François Bonlieu | Andreas Molterer |
| Kombinace   | Stein Eriksen    | Christian Pravda | Stig Sollander   |

### Ženy
| Soutěž      | Zlato            | Stříbro              | Bronz            |
| Sjezd       | Ida Schöpfer     | Trude Klecker        | Lucienne Schmith |
| Slalom      | Trude Klecker    | Ida Schöpfer         | Sarah Thomasson  |
| Obří slalom | Lucienne Schmith | Madeleine Berthodová | Jannette Burr    |
| Kombinace   | Ida Schöpfer     | Madeleine Berthodová | Lucienne Schmith |

## Přehled medailí
| Pořadí         | Stát                           | Zlato | Stříbro | Bronz | Celkově |
| 1              | Rakousko                       | 2     | 3       | 3     | 8       |
| 2              | Švýcarsko                      | 2     | 3       | -     | 5       |
| 3              | Francie                        | 1     | 1       | 2     | 4       |
| 4              | Norsko                         | 3     | -       | -     | 3       |
| 5              | Švédsko                        | -     | -       | 2     | 2       |
| 6              | Německá demokratická republika | -     | 1       | -     | 1       |
| 7              | Spojené státy americké         | -     | -       | 1     | 1       |
| Medailové sady | Medailové sady                 | 8     | 8       | 8     | 24      |